# Siglo XIV
El siglo XIV d. C. (siglo catorce después de Cristo) o siglo XIV e. c. (siglo catorce de la era común) comenzó el 1 de enero de 1301 y terminó el 31 de diciembre de 1400. Es conocido como el «Siglo de la Peste».

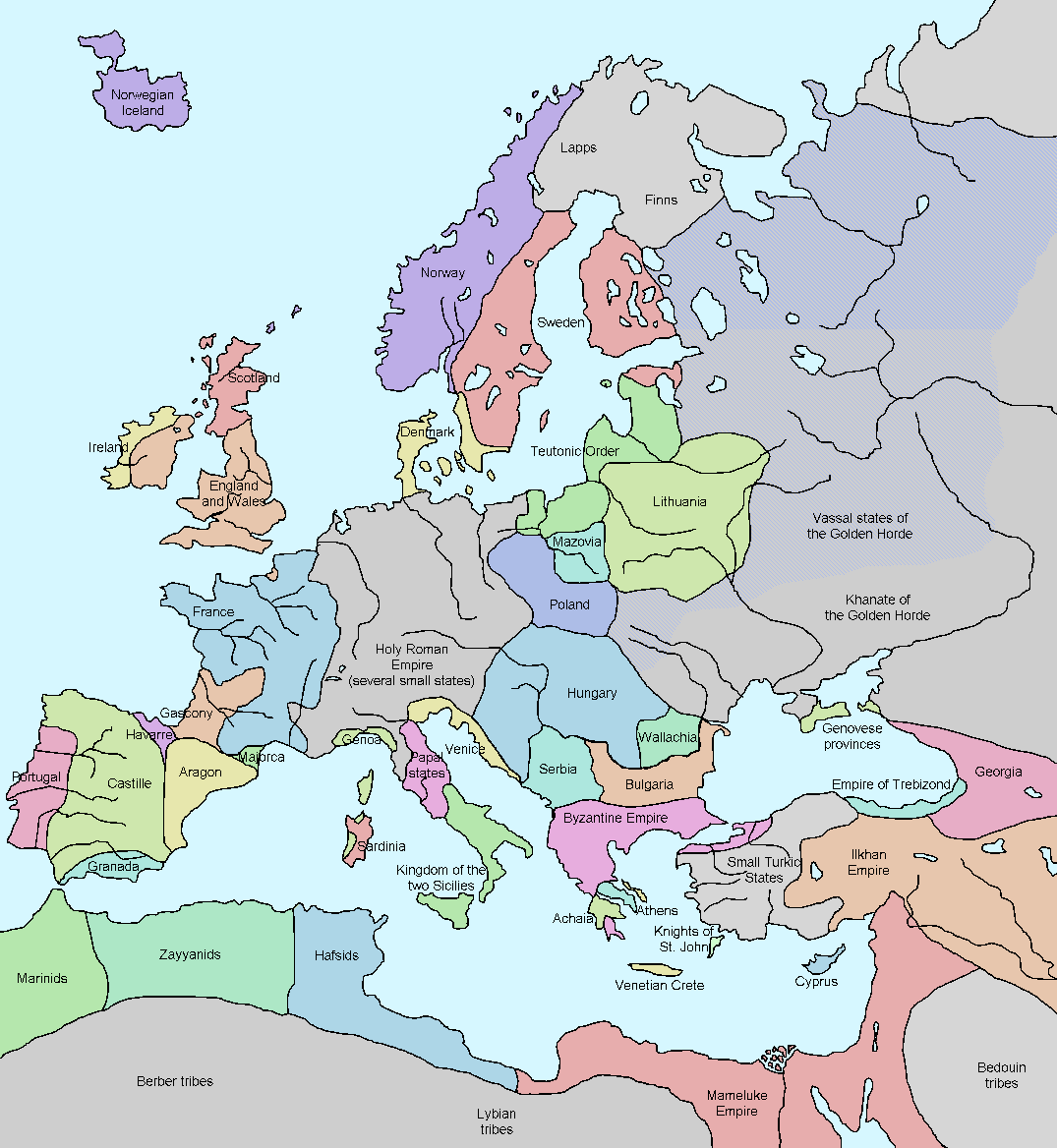
Europa en 1328

Los estados sucesores del Imperio mongol en 1335.

Es sin duda uno de los más nefastos de la historia de la humanidad, el siglo está marcado por las graves plagas y las guerras que asolaron casi toda Europa. Entre 1315 y 1317 se produjo la denominada Pequeña Edad de Hielo que acabó con miles de cosechas causando miseria y hambrunas. A mediados de siglo, entre 1348 y 1355 hubo un brote de peste, en sus variantes bubónica, neumónica y septicémica, denominada «peste negra», que acabó con un tercio de la población europea.
La muerte del último rey de la dinastía de los Capetos en Francia, causó un conflicto europeo por la sucesión. Los franceses coronaron a Felipe VI de Valois, primo hermano del fallecido rey capeto, pero otros pretendientes al trono se alzaron. Eduardo III, rey de Inglaterra y pretendiente legítimo al trono de Francia, inició las hostilidades contra este último reino, dando inicio a la guerra de los Cien Años, una de las más duraderas de la historia de la humanidad.
En el resto de Europa seguirían los conflictos: en Castilla se produjo una guerra civil por el trono entre Pedro I de Castilla, apodado "el Cruel", y su hermanastro Enrique de Trastámara, a través de la cual, el conflicto que mantenían Inglaterra y Francia se trasladó a Castilla. Por otra parte, el Imperio otomano seguirá expandiéndose sobre todo a través de los Balcanes, aunque un Imperio bizantino ya muy reducido y golpeado resistirá todavía las acometidas otomanas.
En Asia, Tamerlán o Timur, estableció el Imperio timúrida, un territorio islámico importante en el Medio Oriente y Asia Central y el tercer mayor imperio de la historia que ha sido nunca establecido por un único vencedor, similar al Imperio mongol de su antecesor Gengis Kan. Los estudiosos estiman que las campañas militares de Timur causaron la muerte de 17 millones de personas, que representan aproximadamente el 5% de la población mundial en ese momento. En la India se fundó el Sultanato de Bengala, una de las principales naciones comerciales del mundo, descrita por los europeos como el país más rico con el que comerciar, tras su independencia del Sultanato de Delhi. Los mongoles fueron expulsados de China y se retiraron a Mongolia, el Ilkanato se derrumbó, el kanato de Chagatai se disolvió y dividió en dos partes y la Horda de Oro perdió su posición como una gran potencia en Europa del Este.
En África, el rico Imperio de Malí, un líder mundial de producción de oro, alcanzó su apogeo territorial y económico bajo el reinado de Mansa Musa I de Malí, el individuo más rico de la época medieval, y según diversas fuentes de la historia.

## Acontecimientos relevantes

### Guerras y política
- 1322: Se produce la reunificación de Polonia bajo el reinado de Vladislao I.
- 1328: Con la muerte de Carlos IV de Francia se da fin a la dinastía de los capetos.
- 1335: Con la muerte de Abu Saíd Bahador Jan se fragmenta el Ilkanato, gobierno mongol instaurado en Persia.
- 1336: Se funda el Imperio vijayanagara en el sur de la India.
- 1337: En Francia comienza la guerra de los Cien Años, con la pretensión del rey inglés Eduardo III a la Corona francesa.
- Surgimiento de la Peste negra en Asia.
- 1340: La flota inglesa vence a la francesa en la batalla de Sluys.
- 1340-1396: Se producen las guerras búlgaro-otomanas.
- 1346: Los franceses son derrotados en la batalla de Crécy por los ingleses, en la primera gran batalla de la guerra de los Cien Años.
- 1347: La peste negra llega a Messina, Sicilia, y rápidamente se expande por todo Europa
- 1351-1369: Estalla la primera guerra civil castellana, entre Pedro I y Enrique de Trastámara, apoyado el primero por Inglaterra y el segundo por Francia.
- 1356: Los ingleses vencen a los franceses en la batalla de Poitiers donde el propio rey Juan II cae prisionero.
- 1368: En China se establece la dinastía Ming tras expulsar a los mongoles.
- 1370: Tamerlán establece la Dinastía timúrida en Asia Central.
- 1372: Una flota castellana (aliada de Francia) aniquila a una inglesa en la batalla de La Rochelle.
- 1378: Se produce la revuelta de los Ciompi en Florencia.
- 1381: En Inglaterra estalla la rebelión de Wat Tyler.
- 1385: Se produce la fusión de Polonia y Lituania bajo el reinado de Vladislao II mediante la Ley de Krėva.
- 1389: Se produce la batalla de Kosovo entre otomanos y serbios.
- 1396: En la batalla de Nicópolis, el sultán Bayaceto I vence a un ejército aliado de húngaros, franceses y valacos.
- 1397: Suecia, Noruega y Dinamarca se reunifican en un solo reino mediante la Unión de Kalmar.

### Ciencia y Filosofía
- 1326: Se inventa la primera arma real de fuego en Florencia.
- En Nueva Zelanda, se extinguen las moas por actividad humana, dando paso a la extinción conjunta del águila de Haast, la cual había sido cazada por los humanos y había perdido su principal fuente alimenticia.

### Religión
- 1305: El papa Clemente V traslada la sede papal de Roma hacia Papado de Aviñón.
- 1307: Bajo las órdenes del rey Felipe IV de Francia, un grupo de los llamados Caballeros templarios fue capturado y llevado a la Santa Inquisición para ser juzgado y condenado por diversos crímenes en contra de la cristiandad.
- 1312: Clemente V cedió a las presiones de Felipe IV y disolvió la orden de los templarios mediante bula papal.
- 1314: El grupo de los templarios fue disuelto definitivamente.
- 1378: Termina la guerra de los Ocho Santos con un tratado de paz firmado en Tívoli en julio.

### Desastres
- 1315-1317: En Europa, una gran hambruna mata a millones de personas. Provocada por el cambio climático de la llamada Pequeña Edad de Hielo.
- 1348-1355: En Europa se produce un brote de la peste negra, que mata entre un 30-60% de la población europea siendo un tercio un cálculo muy positivo.

### Cultura
- 1325: los mexicas fundan la ciudad de México-Tenochtitlán en el centro del lago de Texcoco.
- 1364: se funda la Universidad de Cracovia, más conocida como «Universidad Jagellónica» por Casimiro III de Polonia.
- 1365: Se publica el Nagarakretagama, elegía javanés
- En la India se publica el libro Samkhia-sutra, que hasta el siglo xix se atribuirá al mítico sabio Kapilá.
- Inicia el Renacimiento italiano

## Personas destacadas

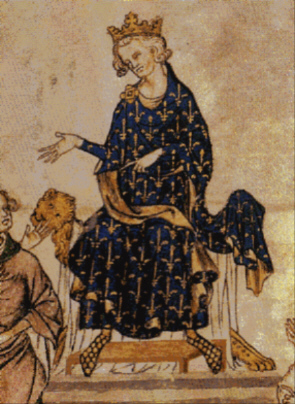
Felipe VI, primer rey de la dinastía Valois.

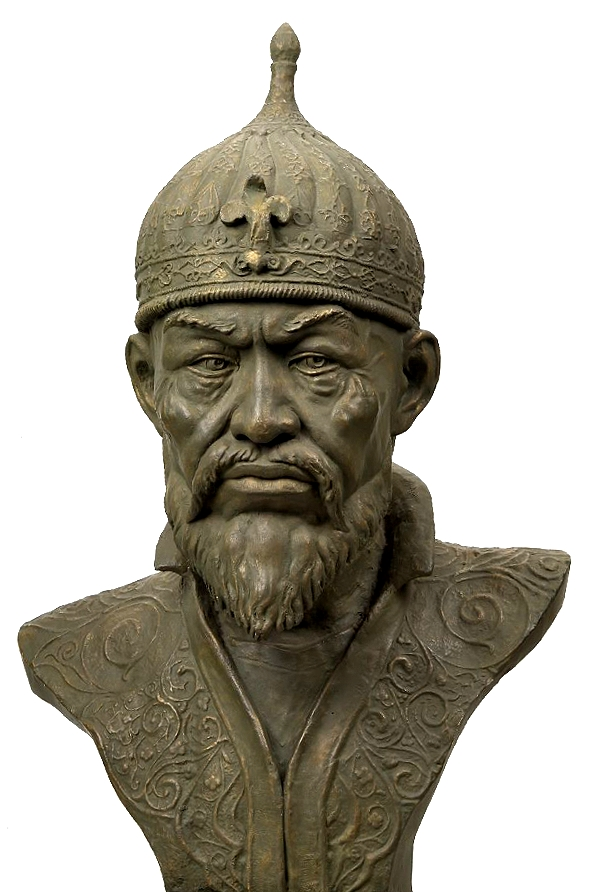
Tamerlán.

- Bertrand du Guesclin (1314/1320-1380): militar y condestable francés.
- Carlos I Roberto de Hungría (1288-1342): rey de Hungría.
- Carlos II de Navarra (1332-1387): rey de Navarra y pretendiente al trono de Francia.
- Carlos IV de Francia (1294-1328): rey de Francia, último rey de la dinastía Capeto.
- Carlos IV de Luxemburgo (1316-1378): emperador del Sacro Imperio Romano Germánico.
- Casimiro III de Polonia (1310-1370): rey de Polonia, último rey de la dinastía de los piastas.
- Christine de Pisan (1364-1430): poetisa francesa.
- Dante Alighieri (1265-1321): poeta italiano.
- Dmitri Donskói (1350-1389): príncipe de Moscú.
- Don Juan Manuel (1282-1324): escritor castellano.
- Eduardo III de Inglaterra (1312-1377): rey de Inglaterra y precursor de la guerra de los Cien Años.
- Eduardo de Woodstock (1330-1376): hijo del rey Eduardo III. Conocido como El Príncipe Negro.
- Enrique II de Castilla (1333/1334-1379): rey de Castilla.
- Felipe VI de Francia (1295-1350): rey de Francia, primer rey de la casa de Valois.
- Geoffrey Chaucer (1343-1400): escritor, poeta y filósofo inglés.
- Giotto di Bondone (1267-1337): pintor, escultor y arquitecto italiano.
- Giovanni Boccaccio (1313-1375): escritor y humanista italiano.
- Gregorio XI (1336-1378): papa de Roma, último papa del pontificado de Aviñón.
- Guillaume de Machaut (1300-1377): poeta y compositor francés.
- Guillermo de Ockham (1280/1288-1349): filósofo inglés, fraile franciscano.
- Ibn Battuta (1304-1368/1377): explorador árabe.
- Ibn Jaldún (1332-1406): filósofo, historiador, economista y demógrafo árabe.
- Isabel de Francia (1292-1358): hija del rey Felipe IV de Francia y reina consorte de Inglaterra.
- Juan de Mandeville (-1372): escritor flamenco.
- Luis I de Hungría (1326-1382): rey de Hungría y Polonia.
- Mansa Musa (1312-1337): rey del Imperio de Malí.
- Oleg II de Riazán (1330-1335 - 1402): Gran príncipe de Riazán
- Osmán I (1258-1326): líder de los otomanos, fundador del Imperio otomano.
- Pedro I de Castilla (1334-1369): rey de Castilla.
- Petrarca (1304-1374): lírico y humanista italiano.
- Ricardo II de Inglaterra (1367-1400): rey de Inglaterra.
- Roberto I de Escocia (1274-1329): rey de Escocia.
- Simone Martini (1284-1344): pintor italiano.
- Tamerlán (1336-1405): fundador de la dinastía timúrida.
- Toqtamish (mediados del siglo XIV-1406), kan de la Horda de Oro.
- Zhu Yuanzhang (1328-1398): emperador chino, fundador de la dinastía Ming.